# Pfarrkirche Warth am Arlberg

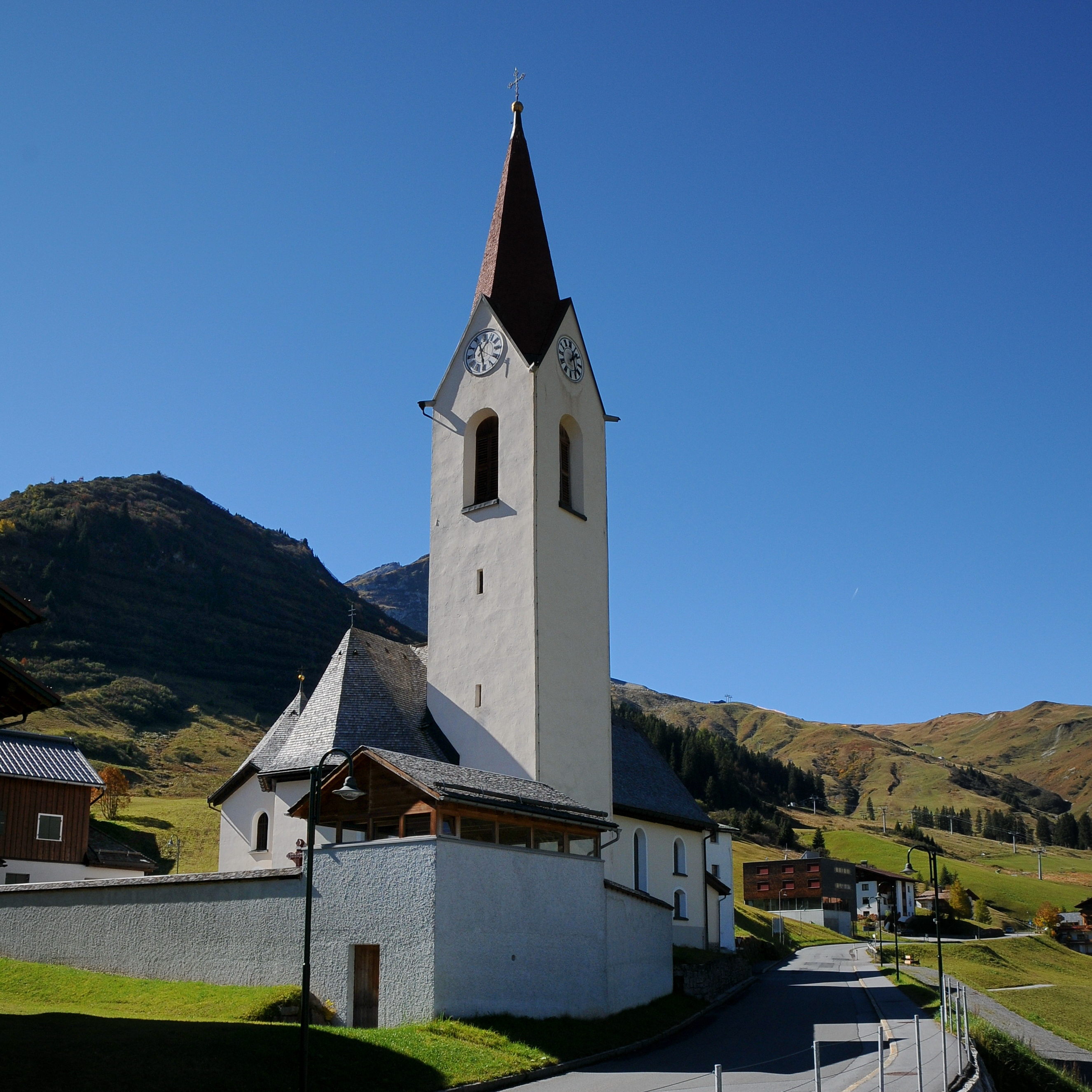
Kath. Pfarrkirche hl. Sebastian in Warth am Arlberg

Die römisch-katholische Pfarrkirche Warth am Arlberg steht in der Gemeinde Warth im Bezirk Bregenz in Vorarlberg. Die Pfarrkirche hl. Sebastian gehört zum Dekanat Hinterwald in der Diözese Feldkirch. Die Kirche steht unter Denkmalschutz.

## Geschichte
Die Kirche war anfangs eine Filiale von Lech. Die von 1590/1592 erbaute Kirche wurde 1602 auf die Hll. Anna und Sebastian geweiht und wurde 1602/1603 Kaplaneikirche. 1625 wurde die Kirche zur Pfarrkirche erhoben. Von 1749 bis 1752 wurde die Kirche verlängert und neu ausgestattet. 1791 war eine Renovierung mit Stuck von Johann Jakob Rief. 1893/1895 erfolgte mit dem Baumeister Fidel Kröner ein Neubau. Die Pfarrkirche wechselte am 1. September 2012 vom Dekanat Bludenz-Sonnenberg zum Dekanat Hinterwald.

## Architektur
Die Kirche ist im Osten von einem ummauerten Friedhof umgeben. Das neuromanische Langhaus und der Chor mit einem Dreiachtelschluss stehen unter einem gemeinsamen Satteldach. Der Nordturm am Chor trägt einen Spitzhelm. Das Vorzeichen hat ein Pultdach.

## Ausstattung
Den Hochaltar aus 1895 mit einem neugotischen Aufbau schuf Josef Andergassen nach einem Plan von Josef Schmid mit dem Bildhauer Franz Egg und dem Vergolder Eduard Sailer.
Die Orgel baute die Rieger Orgelbau (1976) in einem Gehäuse von Knünz.